# Wassaw Island
Wassaw Island est une île des États-Unis dans le comté de Chatham en Géorgie, une des Sea Islands.

## Géographie
Située à 23 km au sud-est de Savannah, il s'agit d'un île marécageuse à près de 76 %. Elle fait partie du Savannah Coastal Refuges Complex (en). Propriété du gouvernement des États-Unis, elle abrite une colonie de caretta caretta qui y nichent de la fin du printemps au début de l'été. 

## Histoire

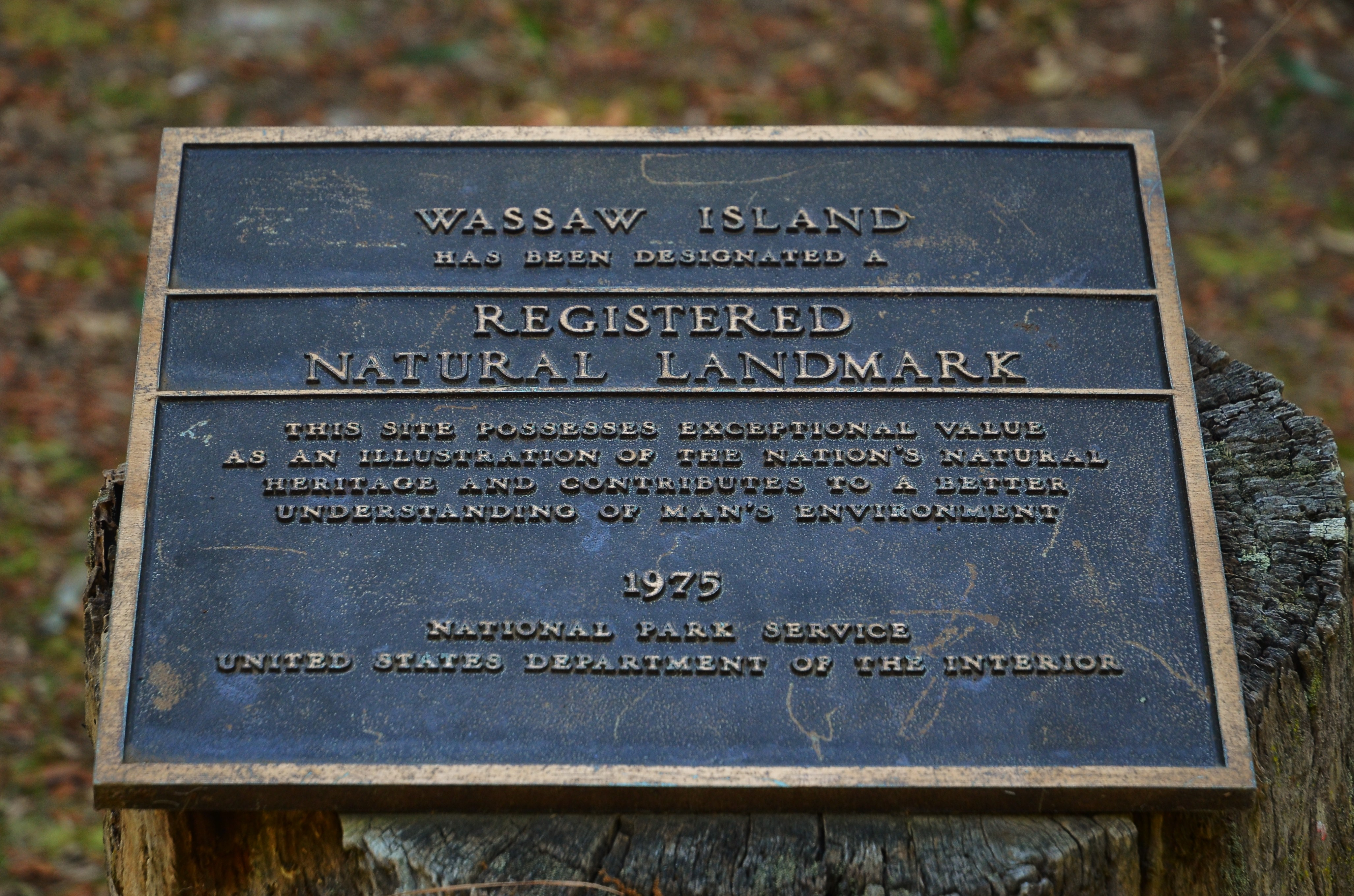
Wassaw Island Natural Landmark, 1975

En raison de son insalubrité, peu d'activités humaines y ont été répertoriées. Les Amérindiens l'ont utilisé pour la pêche, pour y chasser des oiseaux et des reptiles ou pour y ramasser des crustacés comme en témoigne la découverte d'objets indiens datant de 500 à 600 avant J-C qui y ont été trouvés.
Pendant la majeure partie du XIXe siècle, l'île est occupée par Anthony Odingsell, un planteur afro-américain, qui en a hérité de son ancien maître et probable père, Charles Odingsell. 
Au cours de la Guerre de Sécession, l'île est occupée par les troupes confédérées puis par celles de l'Union. En 1866, George Parsons, un homme d'affaires prospère, l'achète pour en faire un lieu de villégiature pour sa famille et ses amis. Il tente alors d'y élever des porcs, des faisans, des dindes et des cailles mais toutes ces tentatives échouent. Parsons fait construire une maison au centre de l'île et établir environ 32 km de routes intérieures.
En 1898, pendant la guerre hispano-américaine, un fort (Fort Morgan) y est construit dans les dunes à l'extrémité nord de l'île mais au fil du temps, les marées hautes, le vent et la pluie ont érodé les dunes, et le fort s'est considérablement délabré.
En 1969, la famille Parsons a transmis l'île au Nature Conservancy of Georgia pour qu'elle soit préservée. Elle est ainsi depuis cette date un refuge géré par le United States Fish and Wildlife Service. Le Caretta Research Project, qui met l'accent sur l'apprentissage des tortues marines, y est mené par une équipe de bénévoles.